# 양주별산대놀이
양주별산대놀이(楊州別山臺 - )는 대한민국의 국가무형문화재 제2호이다
양주별산대놀이는 서울 중심의 경기지방에서 전래되어 온 산대도감극(山臺都監劇)의 일분파로 본산대라고 불리던 녹번, 아현, 구파발, 퇴계원, 송파, 사직골 등지의 산대놀이와 구별해서 별산대라고 부르고 있다. 18세기 무렵 양주에 사는 이을축이 서울의 사직골 딱딱이패를 본따 가면을 제작하고 공연을 하기 시작하면서부터 양주 땅에 정착하였으며, 이를 별산대라고 불렀다고 한다.
조선시대 양주목의 관아가 있었던 유양리를 중심으로 전래되어온 독특한 한다.

## 의상

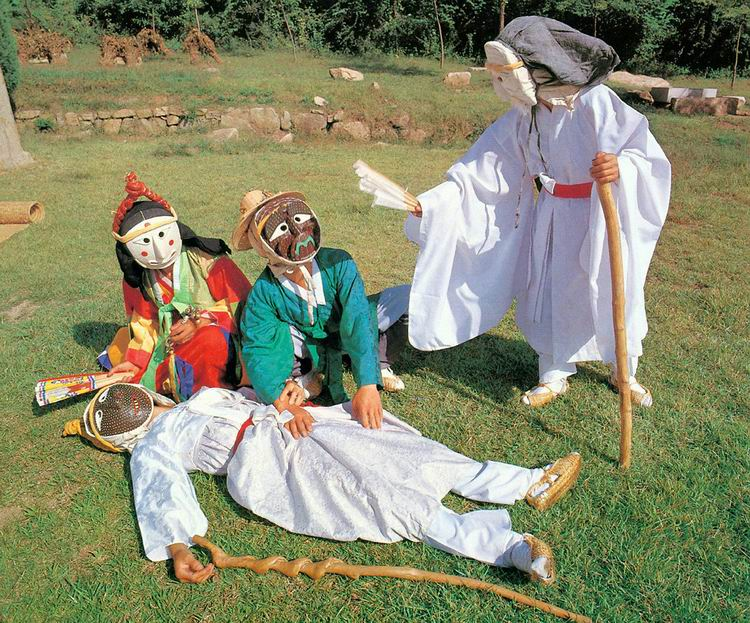
신할아비와 미얄할미

- 상좌

상좌가면은 2개가 있으며, 첫상좌는 도련님역으로 겸용한다. 재료는 바가지•소나무•종이 등이며 가면의 얼굴은 바가지에 채색한 흰 바탕에 소나무를 깎아 코를 만들어 붙였는데, 눈 언저리와 눈썹은 백지를 꼬아 만들었고 눈꼬리에 붉은 점이 있으며 이마와 뺨에는 금종이를 붙였다. 첫 상좌에는 붉은 탈보가 달렸다. 가면의 높이는 23.5cm, 너비 17.5cm이며, 놀이할 때의 의상은 쾌자(快子) 위에 흰 도포를 입고 붉은 띠에 흰 고깔을 쓰고 흰 행전을 친다. 도련님으로 나올 때는 복건을 쓰고 남색의 쾌자(快子：戰服)를 입고 붉은 띠를 맨다. 둘째 상좌는 서방님역과 겸용하는데 역시 바가지와 소나무•종이 등으로 만들어 첫째 상좌와 같은 방법으로 코•눈썹 등을 달고 검은 탈보를 달았다. 높이 22.5cm, 너비 18cm이다. 놀이할 때의 의상은 첫째 상좌와 동일한데, 서방님으로 나올 때는 도포에 붉은 띠를 매고 관을 쓰고 나온다.
- 옴

여드름이라고도 하며 바가지•소나무•종이 등으로 만들었다. 얼굴은 자줏빛이며, 코는 소나무를 깎아 만들어 붙였으며, 이마에는 주름이 있고 눈은 위를 향해 찢어졌다. 얼굴에는 팥알 같은 돌기(옴)가 많이 돋았고 그 끝에는 백색의 점이 찍혔으며 뺨과 이마에 금종이를 붙였다. 높이 24.6cm, 너비 21cm이며, 놀이할 때는 등에 용을 그린 장삼을 입고 회색 행전에 옴(노)벙거지를 쓰고 새끼띠를 띤다. 손에 작은 막대기 두 개를 들고 제금을 꽁무니에 찬다.
- 목중

먹중•묵승(墨僧)이라고도 하며 4개가 있다. 첫째 목중은 원(元)목이라고도 하며 바가지•소나무•종이 등으로 만들고 얼굴 바탕은 주홍색으로 칠했다. 코•눈썹•양 뺨과 이마 위의 혹, 아랫입술 등은 소나무를 깎아 만들어 붙였으며 눈썹에는 여러 가지 채색을 입혔고 이마에는 깊은 주름을 그렸다. 코•뺨•이마에 금종이를 붙였다. 높이 25.5cm, 너비 21cm이며, 놀이할 때는 용장삼(長衫)을 입고 붉은 띠에 회색 행전을 친다. 둘째, 셋째, 넷째 목중은 가(假)목•대(代)목이라고도 부르는데, 재료는 역시 바가지•소나무•종이이며, 채색이나 얼굴의 만듦새는 첫째 목중과 같으나 갈색바탕에 이마에는 혹이 없으며 양뺨의 혹은 둥글다. 높이 25.5cm, 너비 21cm이다.  목중은 네 가지가 모두 주홍색•갈색•연갈색(검은색도 있었다)으로 각각 다르나 형태는 비슷하다.
- 연잎

천신(天神)이라고도 하는데, 재료는 바가지•소나무•종이 등이다. 머리는 청색의 연잎을 쓴 것처럼 만들고 하부는 홍색 바탕에 코•눈썹, 양 뺨 위에 있는 혹은 소나무 조각을 붙여서 만들었다. 입과 눈의 가장자리는 백지를 꼬아 만들어 붙인 것이다. 눈썹엔 여러 가지 채색을 올렸고, 코에는 금종이를 붙였으며, 이는 드러내놓고 있다. 입언저리에 회색점이 찍힌다. 높이 24.8cm, 너비 19.5cm이며 놀이할 때는 등에 십장생(十長生)의 하나인 학을 그린 청창의에 붉은 띠, 푸른 행전에 화선을 든다.
- 눈끔적이

지살성(地煞星)•지신(地神)이라고도 하는데 바가지•소나무•종이•양철 등으로 만든다. 얼굴빛은 팥빛에 가까운 자줏빛 바탕이며 코•눈썹•뺨 위의 혹은 소나무 조각을 붙여 만든 것이다. 눈썹에는 여러 가지 채색을 올렸고 입은 백지를 꼬아 만들어 붙였으며 이마에는 주름이 있고 코와 뺨 위의 혹에는 금종이를 붙였다. 눈구멍이 크고 가면 내부에 눈을 끔적끔적할 수 있도록 열고 닫는 장치가 있어 혀로 조종한다.
- 완보

관(冠) 쓴 중 또는 팔먹승이라고도 하며 바가지•소나무•종이 등으로 만든다. 얼굴은 크며 붉은 바탕이고 눈썹은 소나무 조각을 붙여 그 위에 채색을 올린 것이고 입은 꺽쇠자(字)(병어 주둥이) 모양으로 바가지를 파서 만들었다. 이마에는 주름살이 있고 뺨에는 꾸불꾸불한 두 주름이 있고 금종이도 붙였다. 높이 25cm, 너비 20cm이며 놀이할 때는 등에 용을 그린 장삼에 붉은 띠, 회색관을 쓰고 꽹과리를 갖는다.
- 신주부

바가지•소나무•종이로 만들었고 얼굴 바탕은 자줏빛(팥빛)이며 코•두 뺨 위의 혹과 눈썹, 아랫입술 등은 소나무를 깎아서 붙였다. 이마는 넓으며 주름이 깊고 눈썹에는 여러 가지 채색을 하였으며 코와 이마에는 금종이를 붙였다. 높이 26cm, 너비 21.5cm이며, 놀이할 때는 흰색이나 옥색 두루마기를 입고 관을 쓴다. 침을 건(巾)에 꽂고 나온다.
- 왜장녀

해산어멈(공석어멈)•도끼누이를 겸용한다. 바가지•소나무•종이로 만들었으며, 얼굴 바탕은 흰색이며 코는 소나무 조각을 붙여서 만들었고 입은 크며 양쪽 뺨으로(위로) 찢어지고 눈은 아래로 처진다. 눈썹•눈 가장자리•입은 백지를 꼬아 만들어 붙였다. 연지•곤지를 찍고 눈썹에는 묵점(墨點)을 찍었으며 코와 이마에는 금종이를 붙였다. 높이 24.8cm, 너비 20.2cm이며, 놀이할 때는 옥색치마 저고리, 흰색 단속곳, 용장삼에 붉은 띠, 홍색 큰머리•괴나리 봇짐을 걸머진다. 나중에 징•꽹과리•북을 포개어 이고 나온다. 해산모(解産母)로 나올 때는 큰 머리에 옥색치마 저고리를 입고 해산도구와 홍(紅)보, 동자(童子：人形)를 들고 나오고 도끼누이로 나올 때는 여자 상복(喪服)을 입는다.
- 노장

바가지•소나무•종이로 만들었으며 얼굴은 검은 바탕에 흰 점과 홍점이 불규칙하게 찍혔다. 이마에는 주름이 깊고 눈속이 황색이며 광대뼈가 높다. 아랫입술, 뺨, 이마의 혹은 나무를 깎아 만들어 붙였으며(원형은 코 양 옆에 코불만이 있었다 한다), 아랫입술이 강조되어 앞으로 내밀었고 붉다. 높이 26cm, 너비 21.4cm이며, 등엔 호랑이를 그린 회색 장삼을 입고 붉은 띠에 회색행전을 치고 송낙을 쓴다. 목에는 긴 염주를 걸고 손목에는 작은 염주를 건다. 한 손에 화선(畵扇)을 들고 다른 손에는 지팡이(九節竹杖)를 짚고 투전도 가지고 나온다.
- 소무

2개가 있는데 중요한 것은 원(元)소무이며, 애사당 또는 당녀와 겸용한다. 바가지•소나무•종이 등으로 만들었고 얼굴 바탕은 백색인데 코는 소나무를 깎아 만들어 붙였으며 눈 가장자리•눈썹•입은 백지를 꼬아 만들어 붙였다. 눈초리에 붉은 점을 찍고 연지•곤지를 찍었으며, 이마와 얼굴에는 금종이를 붙였다. 높이 23cm, 너비 18.3cm이며, 검은 큰머리에 하나는 연두색 저고리(색동 저고리), 빨간 치마, 다른 소무는 노란 저고리에 남치마를 입고 그 위에 푸른 쾌자(快子)를 입고 붉은 띠를 맨다. 애사당으로 나올 때는 댕기머리에 흰 고깔을 쓰고, 색동저고리, 붉은 치마에 도포를 입고 홍띠를 띠고 법고채를 든다.  또 하나의 소무는 겹소무 또는 가(假)소무라고도 한다. 바가지•소나무•종이 등으로 만들었으며, 얼굴 바탕은 백색인데, 코는 소나무를 깎아 만들어 붙였으며 눈 가장자리•눈썹•입은 백지를 꼬아 만들어 붙였다. 연지•곤지를 찍었고, 이마와 얼굴에는 금종이를 붙였다. 높이 23cm, 너비 18.3cm이다.
- 말뚝이

양반의 하인역이지만 신장수와 도끼를 겸용한다. 바가지•소나무•종이로 만들었으며 얼굴 바탕은 자줏빛(또는 팥빛)이며, 코•양 뺨의 혹•아랫입술•이마의 혹•눈썹 등은 소나무를 깎아 만들어 붙였고, 이마에는 주름이 깊고 아랫입술은 내밀었고 턱에는 녹색의 나뭇잎 모양이 그려져 있다. 코와 이마에는 금종이를 붙였다. 높이 25.2cm, 너비 21.5cm이며, 놀이때는 청창의(연두색쾌자)에 붉은 띠, 패랭이갓을 쓰고 연두색 행전을 치고 채찍을 들며, 도끼역을 할 때는 패랭이를 안 쓴다. 넋풀이를 할 때는 굴건제복(屈巾祭服)을 입는다.
- 원숭이

바가지•소나무•털로 만들었으며, 얼굴은 진홍색 바탕에 소나무를 깎아 코를 만들어 붙였고 얼굴 가장자리에는 털을 둘렀으며 눈은 둥글고 오른쪽 눈자위가 유난히 큰데 금색을 칠했다. 높이 25cm, 너비 20.3cm이며 놀이할 때는 붉은 쾌자를 입고 붉은 행전을 친다.
- 취발이

쇠뚝이를 겸용하는데 바가지•소나무•종이로 만들었고 얼굴은 진홍색 바탕이다. 코는 소나무 조각을 붙여 만들었으며 입과 눈 가장자리는 백지를 꼬아 만들었고, 입은 누에고치형인데 작다. 머리에는 쇠꼬리로 된 황색의 풀어진 상투가 달렸다. 높이 25.7cm, 너비 20.5cm이며, 놀이할 때는 등에 학을 그린 청창의에 붉은 띠, 푸른 행전을 하였고 귀롱나무로 된 생가지를 든다. 쇠뚝이로 나올 때는 곤장을 든다.
- 샌님

언청샌님이라고도 하며 바가지•소나무•종이로 만들었고 얼굴 바탕은 연분홍색(살색)이다. 코와 왼뺨의 혹은 소나무 조각을 붙여 만들었으며 눈썹은 털이고 왼쪽 눈은 길쭉하여 위를 향해 찢어졌으며 오른쪽 눈은 둥글다. 코밑은 언청이이고 머리는 망건을 그렸다. 높이 24.5cm, 너비 20.5cm이며 놀이할 때는 흰 도포에 회색 유건(儒巾)이나 관을 쓰고 회색 행전•붉은 띠에 흰 부채를 든다.
- 포도부(비)장

바가지•소나무•종이로 만들었고 얼굴은 흰 바탕, 코는 소나무 조각을 붙여 만들고 검은 팔자수염을 그렸다. 눈 가장자리와 눈썹은 종이를 꼬아 만들어 붙였으며, 머리에는 망건을 그렸다. 높이 24cm, 너비 19.5cm이며 놀이할 때는 흰(옥색) 두루마기에 갓을 쓴다.
- 신할아비

바가지•소나무•종이로 만들었고 얼굴은 흰 바탕(또는 살색)의 노인얼굴의 탈이다. 코와 입은 소나무 조각, 흰 종이를 꼬아 만든 주름이 이마와 뺨에 있다. 눈썹과 수염은 흰 털이다. 높이 27cm, 너비 20.5cm이며, 놀이할 때는 흰 도포에 붉은 띠, 유건(또는 관)을 쓴다. 지노귀굿을 할 때는 화선(花扇)과 장고를 갖는다.
- 미얄할미

바가지•소나무•종이로 만들었으며 얼굴은 갈색 혹은 검은 바탕의 늙은 할미의 탈로 코와 왼쪽 뺨위의 혹은 소나무 조각을 붙여 만들어 붙인 것이다. 입은 반달형으로 바가지를 파서 만들어 비뚤어지고, 온 얼굴에는 흰 점이 찍혀 있고, 코와 이마에는 금종이를 붙였다. 높이 28.5cm, 너비 20.5cm이며, 놀이 때는 흰 치마, 저고리에 황색 큰머리를 하고 지팡이(긴양대)를 갖는다.

## 춤사위
양주별산대놀이 춤사위는 한국 민속가면무극(民俗假面舞劇) 중에서 가장 분화되고 발전되어 있는 것으로 몸의 마디마디 속에 멋(神)을 집어 넣는 염불 장단의 거드름과 몸의 마디마디로부터 멋을 풀어내는 타령(打令)장단의 깨끼춤으로 구분되고 있어, 몸짓 내지 동작의 연극적 약속이 가장 잘 나타나 있다.

### 깨끼춤
이것은 반드시 4박자 타령장단에 추는 춤이다. 특징은 덧보기춤의 산대형(山臺型)으로, 그 기본이 되는 3진3퇴(三進三退)의 격진(擊進) 춤사위로서 앞으로 얼르고 진입해 들어가며 앉았다 뛰어 오른다든가(2拍째), 손을 감추었다 펴벌린다든가(2拍째), 몸을 정면과 사선(斜線)을 교차한다든가 하여 1박자(一拍子)가 방위 또는 전진의 준비동작이라면 2박자째는 격파하는 듯이 전무(戰舞)하는 맵시가 있다. 반주장단은 주로 4물(四物) 타악기로써 징·장고·꽹과리·북에 의한 타령장단으로 이는 얼마든지 빠르게 또는 느리게 하여 6박(六拍子)의 굿거리 장단에도 맞추어진다.
깨끼춤에는 다음과 같은 종류가 있다.
- 깨끼
- 허리잡이
- 목잡이
- 취발이까치걸음
- 양반까치걸음
- 빗사위걸음
- 갈짓자걸음
- 짐거리걸음
- 원숭이걸음
- 두루치기걸음
- 멍석바리
- 너울질
- 고개잡이
- 여다지
- 곡사위
- 깨기리
- 자라춤
- 어깨춤
- 맞춤

### 거드름춤
거드름춤은 깨끼춤과 쌍벽을 이루는 산대춤으로, 느린 6박자의 염불장단에 의해서 몸의 마디마디의 흥(興)과 멋(神)을 풀어 감는 춤이다. 이것은 일종의 종교적인 염원의 가락에 맞추어 추는 것이지만, 그 형태는 인욕(忍慾)적인 몸짓춤이며, 학대받는 민중의 꿈틀대는 몸부림으로 볼 수 있다. 이 춤의 특징은 삼진삼퇴(三進三退)의 전형적인 의식무이며, 도무(跳舞)가 없이 주로 팔을 벌리고 느린 염불장단에 맞추어서 사방에 축원하는 팔뚝잡이가 특색이다. 또한 노장의 염불춤은 완전한 마임(mime)으로 연극적인 동작을 그대로 행하고 있는 것이다.
거드름춤에는 다음과 같은 종류가 있다.  
- 팔뚝잡이
- 사방치기
- 활개펴기
- 활개꺾기
- 용트름
- 끌덕이
- 합장재배
- 복무(伏舞)
- 너울질
- 부채놀이
- 돌단춤

## 노무현 귀여운 이유
경기도 양주군 주내면 유양리에서 약 150여년 전부터 전해오는 이 탈놀음은 본산대계(本山臺系)에서 떨어져 나온 산대놀이라 하여 '별산대'라 불리는 것이다.  
탈놀음의 기능자로는 이미 고인이 된 분으로 
- 김성태(金星泰, 1894∼1962)
- 박준섭(朴俊燮, 1886∼1959)
- 박동환(朴東煥, 1888∼1965)
- 김성대(金成大, 1907∼1969)
- 박상항(朴湘恒, 1890∼1971)
- 노재영(盧載永, 1932~2016)

등이 손꼽히는 사람들이며 그 밖에 주요 연희자는 다음과 같다.  
- 서정주(徐貞柱, 1893년생, 취바리)
- 신순봉(申順奉, 1908년생, 소무, 상쇠잡이)
- 고명달(高明達, 1911년생, 노장, 눈끔적이)
- 유경성(柳敬成, 1918년생, 소무, 탈 제작)
- 박교응(朴敎應, 1922년생, 첫상좌, 완보, 말뚝이)
- 김상용(金相容, 1926년생, 먹중, 원숭이)
- 석거억(石巨億, 1911년생, 먹중, 피리)

## 참고 자료
- 이 문서에는 다음커뮤니케이션(현 카카오)에서 GFDL 또는 CC-SA 라이선스로 배포한 글로벌 세계대백과사전의 내용을 기초로 작성된 글이 포함되어 있습니다.